# Gerardo Antonazzo
Mons. Gerardo Antonazzo (* 20. května 1956, Supersano) je italský římskokatolický duchovní a biskup Sora-Cassino-Aquino-Pontecorvo.

## Život
Narodil se 20. května 1956 v Supersano.
Středoškolské vzdělání získal v biskupském semináři Francesca Bruniho v Ugentu. Pokračoval ve studiu v diecézním semináři v Lecce a arcibiskupském semináři v Tarantu. Roku 1975 jej biskup Michele Mincuzzi poslal k dokončení studia teologie na Papežský římský vyšší seminář.
Dne 12. září 1981 byl arcibiskupem Mariem Migliettou vysvěcen na kněze a inkardinován do diecéze Ugento-Santa Maria di Leuca.
Získal titul na Papežské univerzitě Gregoriana a Papežském biblickém institutu.
Stal se rektorem diecézního semináře a delegátem pro pastoraci rodin. Byl členem kněžské a pastorační rady. Dále zastával funkci biskupského vikáře pro klérus, zasvěcený život a pastoraci. Byl také farářem v obci Corsano a Presicce.
Dne 16. června 2006 mu byl udělen titul Kaplan Jeho Svatosti a 6. ledna 2010 byl ustanoven generálním vikářem diecéze.
Od 1. dubna 2010 do 15. prosince 2010 byl apoštolským administrátorem diecéze.
Dne 29. června 2011 se stál farářem baziliky Santa Maria de Finibus Terrae.
Dne 22. ledna 2013 byl papežem Benediktem XVI. jmenován biskupem Sora-Aquino-Pontecorvo. Biskupské svěcení proběhlo 8. dubna 2013 z rukou arcibiskupa Dominiqua Mambertiho, biskupa Vita Angiuliho a arcibiskupa Adriana Bernardiniho.
Dne 23. října 2014 mu byl změněn titul na biskup Sora-Cassino-Aquino-Pontecorvo.